# Kaitlyn Maher

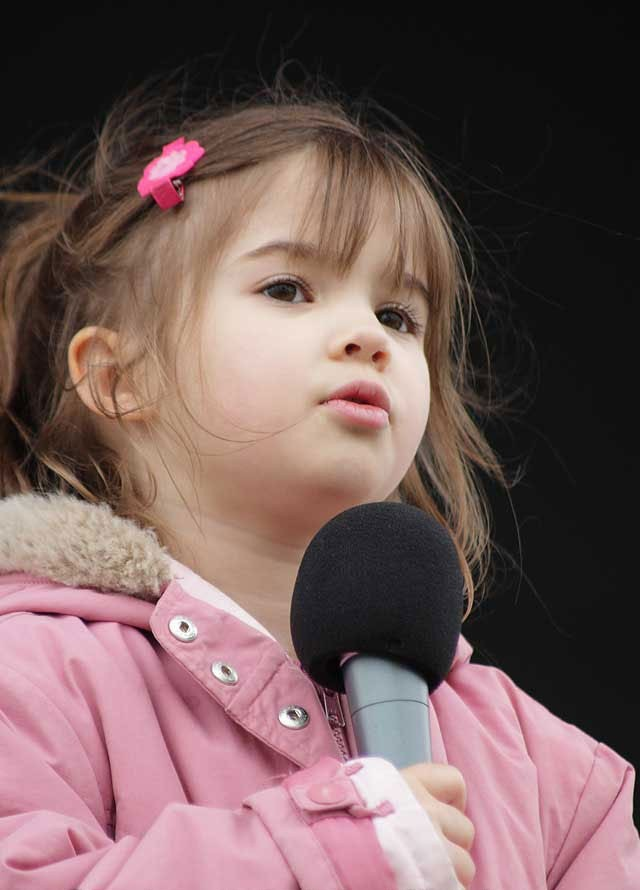
Kaitlyn Maher (2009)

Kaitlyn Ashley Maher (* 10. Januar 2004 in Novi, Michigan) ist eine US-amerikanische Schauspielerin und Sängerin.

## Leben
2008 nahm Maher an der dritten Staffel der amerikanischen Talentshow America’s Got Talent teil und schaffte es bis in die Top 10. Sie kam von den Casting- über die Las-Vegas-Runde und durfte von dort in die Liveshows. Die Zuschauer wählten sie von der Top 40 in die Top 20 und von der Top 20 in die Top 10. Sieger der Staffel wurde Neal E. Boyd.
Nach der Teilnahme bei America’s Got Talent trat Maher oftmals live auf. Sie sang im Dezember 2008 vor George W. Bush und seiner Familie und trat dort mit anderen Sängerinnen und Sängern auf.
Ende November 2009 erschien der Disneyfilm Santa Buddies – Auf der Suche nach Santa Pfote, in dem Maher ihre Stimme dem Yorkshire Terrier Tiny lieh. Im November 2010 erschien der nächste Teil Santa Pfotes großes Weihnachtsabenteuer, in dem sie das Waisenkind Quinn spielt.
Zwischen diesen beiden Filmen erschien am 1. Dezember 2009 ihr Debüt-Album You were meant to be. Am 29. Januar 2012 erschien der Film Treasure Buddies – Schatzschnüffler in Ägypten, in dem sie dem Kamel „Cammy“ ihre Stimmt leiht. Der momentan letzte Teil der erfolgreichen Weihnachtsfilmreihe unter dem Titel Santa Pfote 2 – Die Weihnachts-Welpen, erschien am 20. November 2012. Dort spielt sie ein Mädchen namens Sarah Reynolds.
Maher reiste Anfang 2011 als die erste Kindesbotschafterin weltweit nach El Salvador.

## Filmografie (Auswahl)

### Schauspielerin
- 2010: Santa Pfotes großes Weihnachtsabenteuer (The Search for Santa Paws)
- 2011: Love, Gloria
- 2012: Santa Pfote 2 – Die Weihnachts-Welpen (Santa Paws 2: The Santa Pups)
- 2013: The Goodwin Games (Fernsehserie, 3 Folgen)
- 2015: Russell Wahnsinn (Russell Madness)
- 2016: Mack & Moxy (Fernsehserie, Folge 1x01)

### Synchronsprecherin
- 2009: Santa Buddies – Auf der Suche nach Santa Pfote (Santa Buddies) … als Tiny
- 2012: Treasure Buddies – Schatzschnüffler in Ägypten (Treasure Buddies) … als Cammy
- 2013: Free Birds – Esst uns an einem anderen Tag (Free Birds) … als Tochter des Präsidenten
- 2016: Wuff Star … als Tiny
- 2017: Pup Star: Better 2Gether … als Tiny und Srappy